# La lettera perduta
La lettera perduta (in russo Пропавшая грамота?, Propavšaja gramota), o Il diploma scomparso, è un film d'animazione sovietico del 1945 diretto dalle sorelle Brumberg e Lamis Bredis. È il primo lungometraggio sovietico d'animazione tradizionale. È stato prodotto presso lo studio Soyuzmultfilm di Mosca ed è basato sull'omonimo racconto del 1832 di Nikolai Gogol. Le autrici del film sono riusciti a trasmettere il colore nazionale ucraino e a ricreare l'atmosfera magica e fantastica tipica delle opere dello scrittore. Inoltre, per uno stile di danza più realistico negli Zaporozhets e nei Cosacchi, fu coinvolto anche Igor Moiseyev.

## Trama
In una calda giornata di agosto, un messaggero invia un cosacco nella capitale con una lettera, destinata alla regina, nascosta sotto il cappello. Lungo la strada fa la conoscenza di un dissoluto Zaporozhet. Durante una pausa del viaggio, il nuovo amico dice al cosacco di aver venduto la sua anima al diavolo e di star aspettando il pagamento. Di notte il cosacco non andò a letto, decidendo di svolgere il ruolo di vedetta. Mentre la notte si faceva più buia, il luogo in cui riposano si ingrandiva progressivamente, perché il diavolo arriva e porta via il cavallo del cosacco e con esso la lettera per la regina. Per recuperare gli oggetti del cosacco è necessario cercare il diavolo, che però si è perso nel bosco. Inoltre, diviene chiaro al protagonista che quel bosco è pieno di spiriti maligni. Ben presto il cosacco si ritrova in presenza di molti spiriti diabolici minori e di un'entità malvagia simile a una strega che li controlla. La sfida a una partita a carte per riavere indietro il suo cavallo e la lettera della regina. Nonostante l'imbroglio della regina, lui la cattura e la sconfigge, vincendo alla fine e potendo andarsene con tutte le sue cose. La mattina dopo il cosacco saluta il suo conoscente e, senza ulteriori soste, si precipita a San Pietroburgo.